# Hadenella
Hadenella là một chi bướm đêm thuộc họ Noctuidae.

## Các loài
- Hadenella pergentilis Grote, 1883